# Offentlig myndighed
En offentlig myndighed er et offentlig forvaltningsenhed, der har en lovudøvende funktion inden for rammerne af en stat, en delstat, en region eller en kommune, og som ikke er en parlamentarisk forsamling. 
Store dele af den offentlige administration, ministerierne, militæret og diplomatiet er alle offentlige myndigheder. Andre eksempler er styrelser, direktorater, væsener, tilsyn, forvaltninger og tjenester. Domstolene er en særlig type offentlig myndighed, idet de i modsætning til de førnænvte er dømmende.
Karakteristisk for den offentlige myndighed er, at den har lovhjemmel til at være myndighedsudøvende, dvs. at myndigheden kan udstede påbud og, hvis ikke de opfyldes, sanktioner. En offentlig myndighed er samtidig en juridisk person, og kan dermed også selv gøres til genstand for strafansvar. Straffeloven indeholder et særligt afsnit om forbrydelser mod offentlige myndigheder.